# Viticcio
In botanica i viticci o cirri, nelle piante rampicanti angiosperme, sono organi di attacco o  sostegno; si tratta di grappoli o di infiorescenze modificate che permettono alla pianta di aggrapparsi nelle altre piante o a sostegni vari.

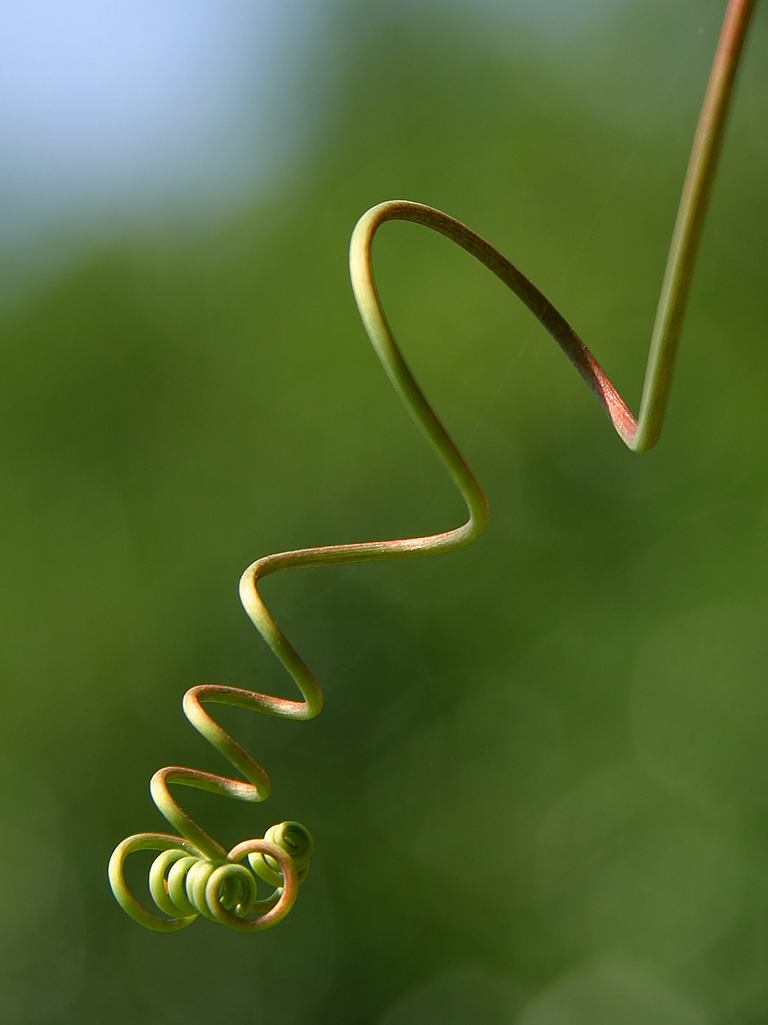
Viticcio di vite.

## Caratteristiche
I viticci possono prendere origine dalla metamorfosi del fusto (come ad esempio nella vite), oppure delle foglie (come nelle leguminose) o ancora della radice (è il caso delle orchidacee). Sono caratteristici di piante con il fusto gracile, che non si possono mantenere in posizione eretta. Nel pisello solo le foglioline terminali si modificano per diventare cirri, i quali non sono fusti, bensì foglie modificate. In altre piante come la Cicerchia bastarda l'intera foglia si modifica per diventare un viticcio mentre le stipole si allargano e si occupano della fotosintesi. Talvolta i viticci possono formare piccoli fiori, come nel luppolo.

## Studi
Il primo completo studio sui viticci si deve alla monografia di Charles Darwin intitolata On the Movements and Habits of Climbing Plants, pubblicata nel 1865.

## Galleria d'immagini

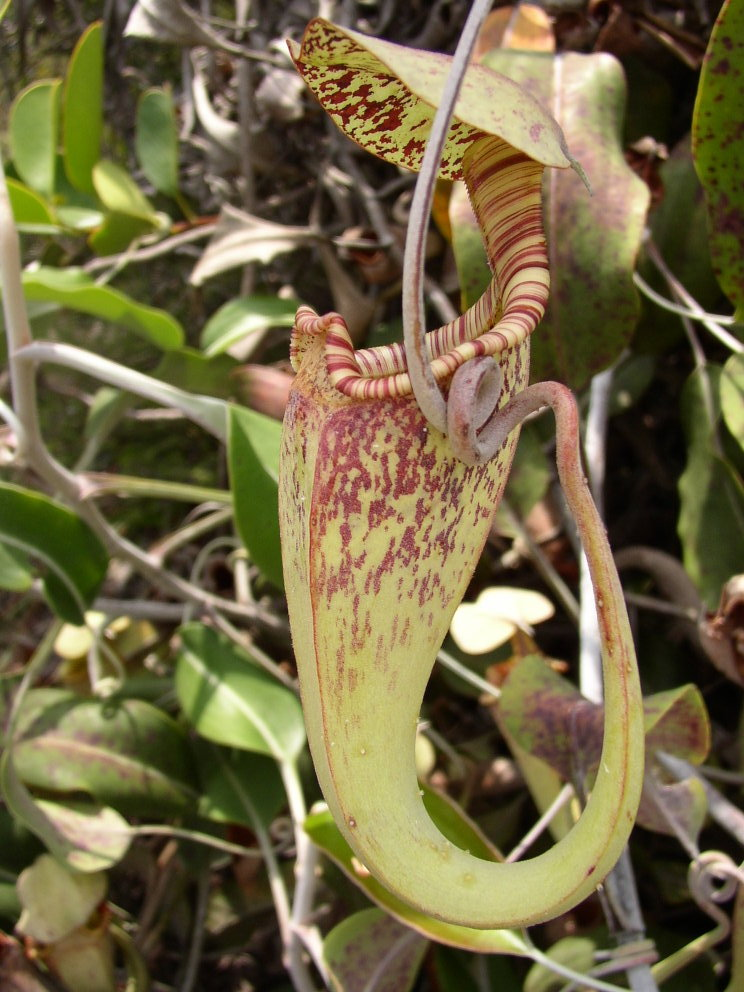
Viticcio di Nepenthes rafflesiana.
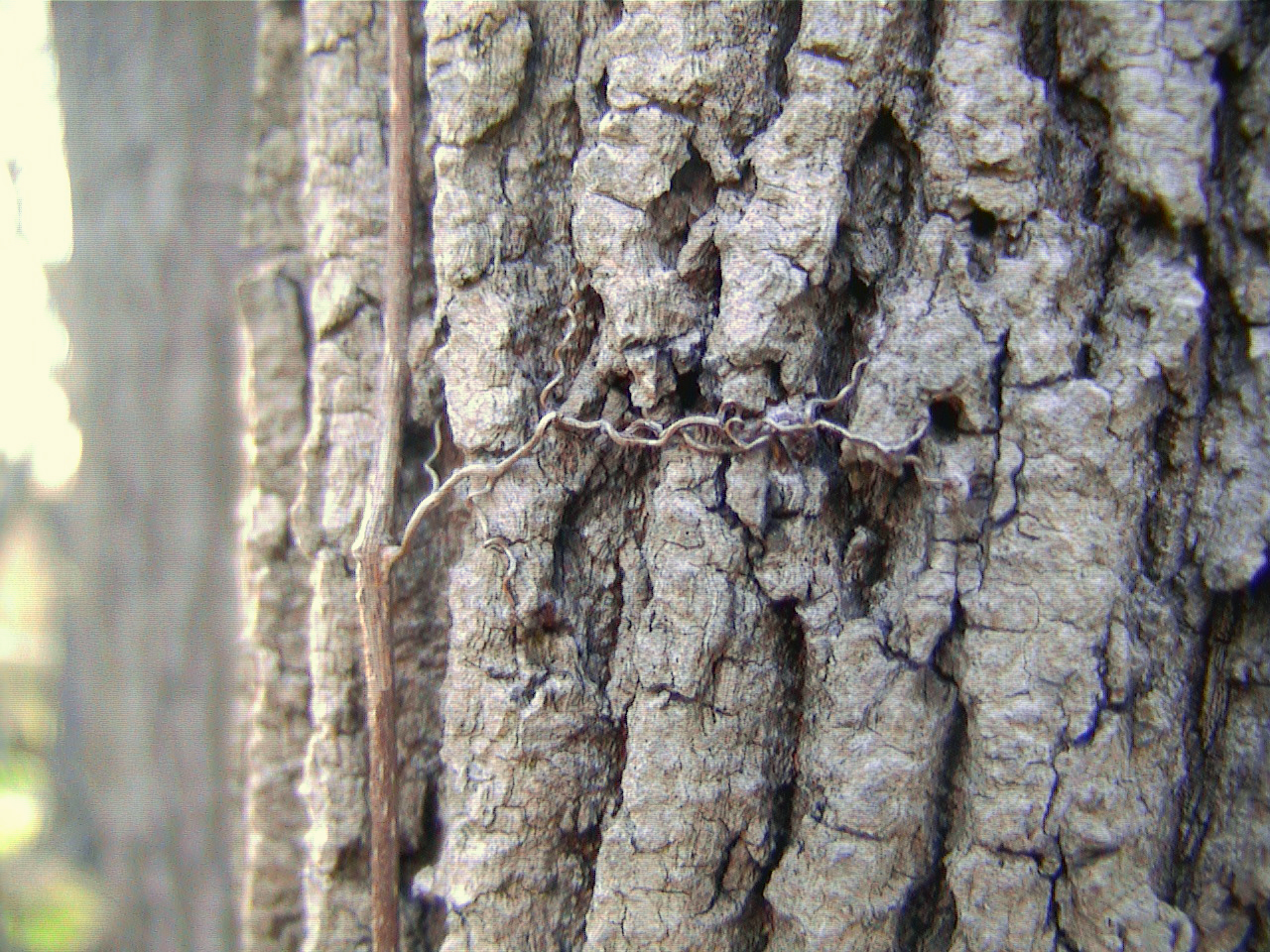
Viticci adesivi della vite del Canada.
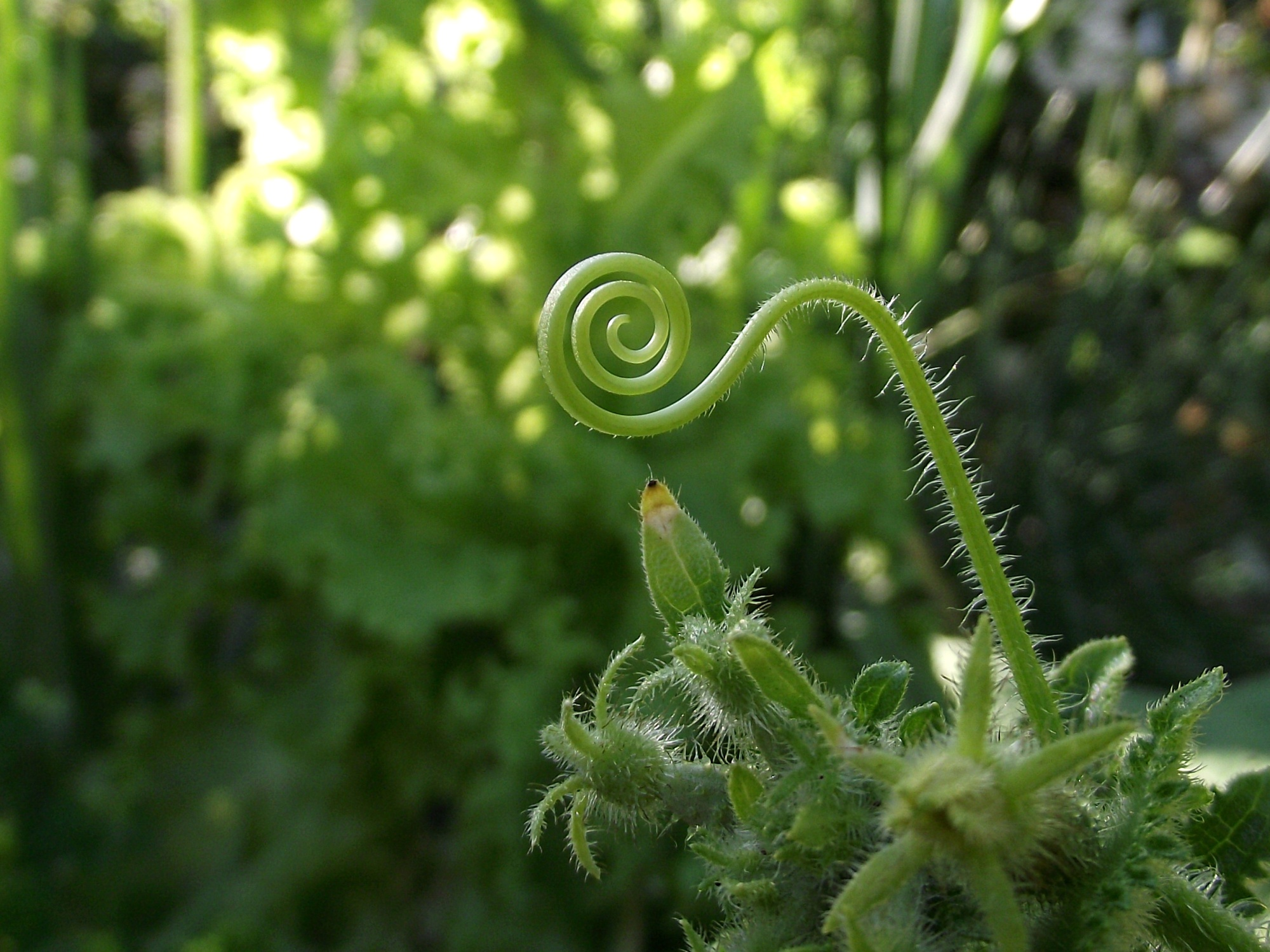
Viticcio di cetriolo.

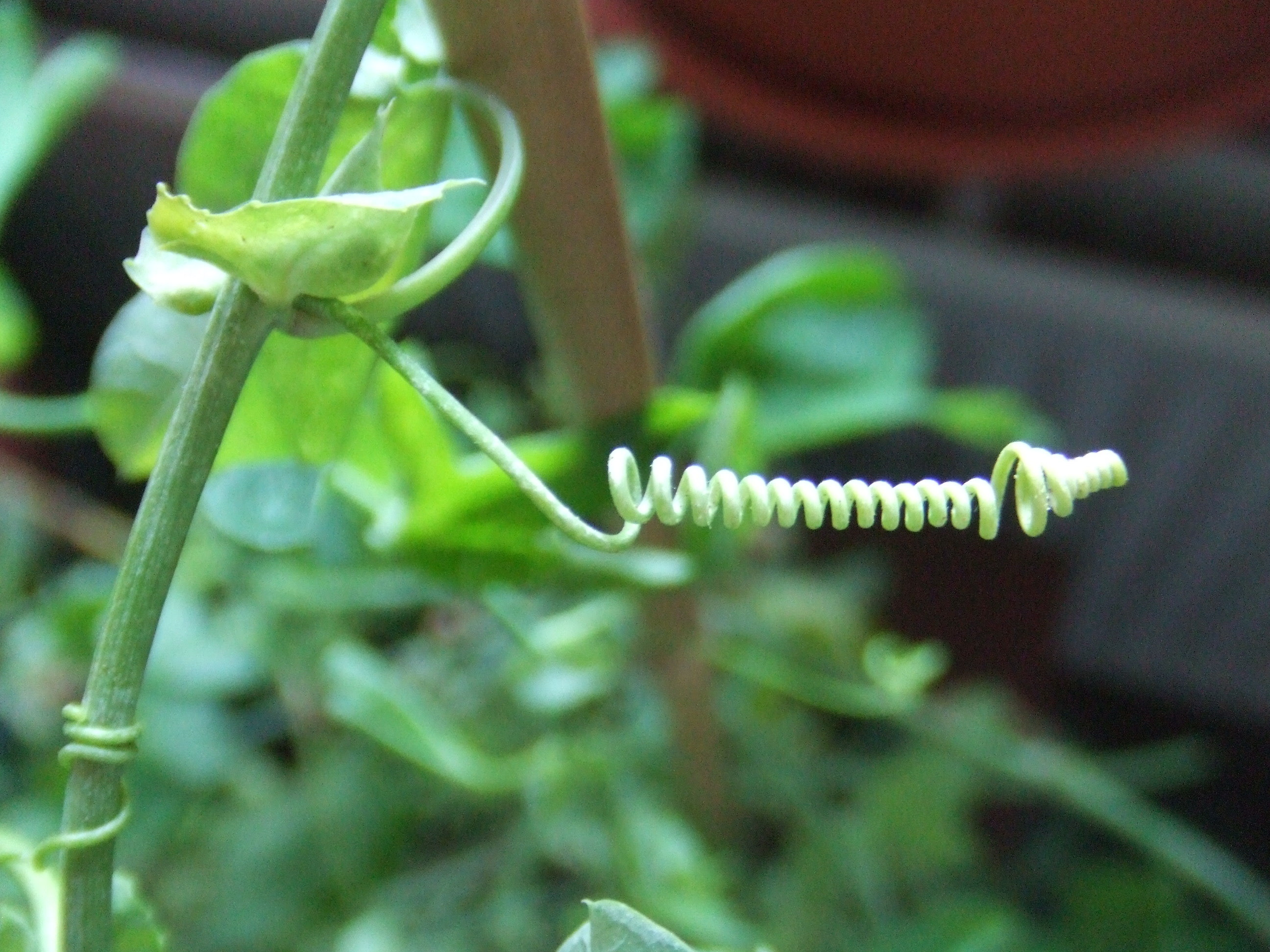
Viticci di Passiflora umbilicata.
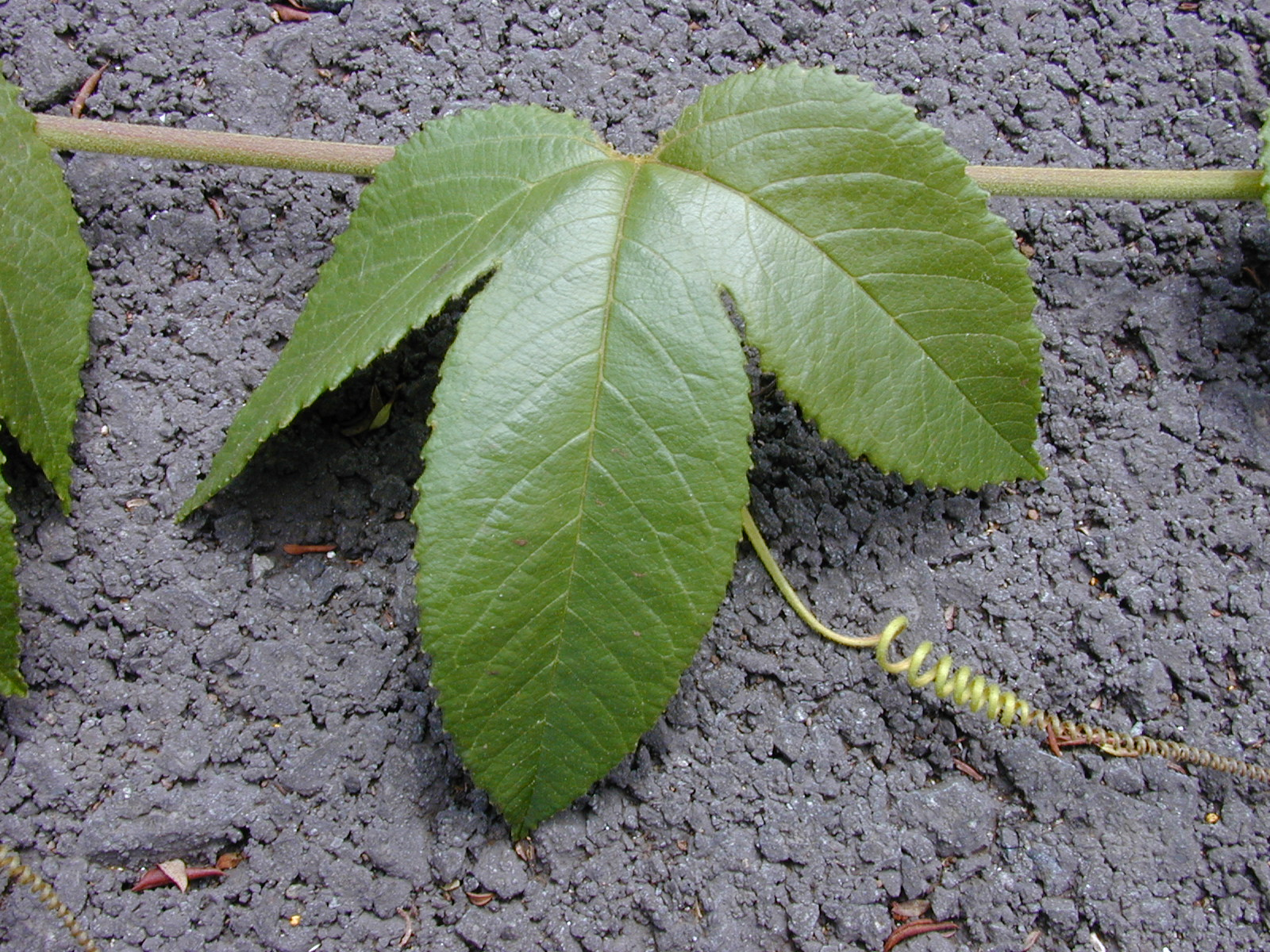
Viticci di Passiflora tarminiana.
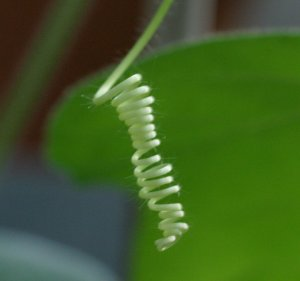
Viticci di Passiflora foetida.
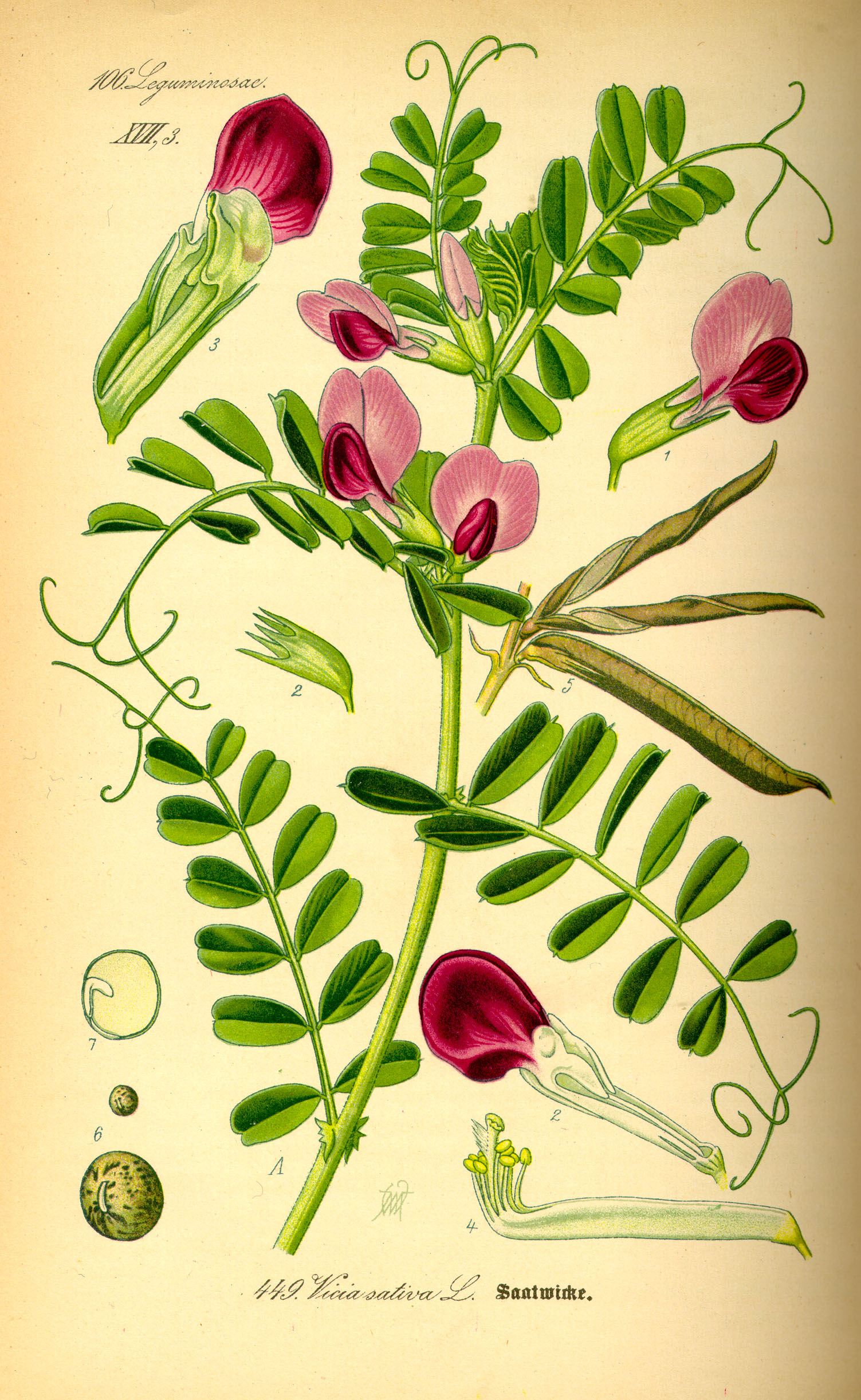
Viticci di vicia sativa.